# 퍼즐 보블 (비디오 게임)
《퍼즐 보블》(영어: Puzzle Bobble, 일본어: パズルボブル)은 타이토가 1994년 6월에 출시한 아케이드 게임으로, 《버블보블》의 파생 작품인 《퍼즐 보블》 시리즈의 첫 작품이다. 1994년 6월에 타이토 B 시스템용 프로토타입이 출시되었고, 같은 해 12월에 네오지오 MVS판이 전세계에 출시되었다.
이 게임은 북미 지역에는 ‘Bust A Move’ 라는 제목으로 수출되었는데, 이로 인해 에닉스에서 버스트 어 무브를 북미 지역에 수출할 때 게임명을 ‘Bust A Groove’로 변경했다.

## 게임 진행
처음 게임을 시작할 때 화면에는 여러 색깔의 '버블'들이 등장한다. 이 버블들을 화면 밑에 차례대로 나오는 버블을 쏘아서 없애는 것이 목표이다. 버블을 없애려면 같은 색깔의 버블이 3개 이상 모여야 하며, 모든 버블을 없애면 다음 스테이지로 넘어가게 된다. 시간이 지날수록 버블들이 서서히 아래로 내려오는데, 그 속도는 시간이 지날수록 더욱 빨라진다. 버블들이 계속 내려와 화면 하단의 데드 라인(Dead Line)을 단 하나라도 넘어오게 되면 게임 오버가 된다.

## 흥밋거리
- 퍼즐 보블에는 버블 보블에 나왔던 드래곤이 그대로 나온다.
- 퍼즐 보블은 버블 보블과의 호환도 가능하다.

## 평가
| 평가                                                                                       |                |
| ------------------------------------------------------------------------------------------ | -------------- |
| 평론 점수 평론사 점수 EGM 7.8/10 (SNES) [ 1 ] 넥스트 제네레이션 (SNES and 3DO) [ 2 ] [ 3 ] |                |
| 평론 점수                                                                                  |                |
| 평론사                                                                                     | 점수           |
| EGM                                                                                        | 7.8/10 (SNES)  |
| 넥스트 제네레이션                                                                          | (SNES and 3DO) |